# Stazione di Santo Stefano Lodigiano
La stazione di Santo Stefano Lodigiano è una fermata ferroviaria posta sulla linea Milano-Bologna, a servizio dell'omonimo comune, dal cui centro dista circa 1,5 km. Si tratta dell'ultima stazione ferroviaria della linea situata in Lombardia provenendo da Milano.

## Storia

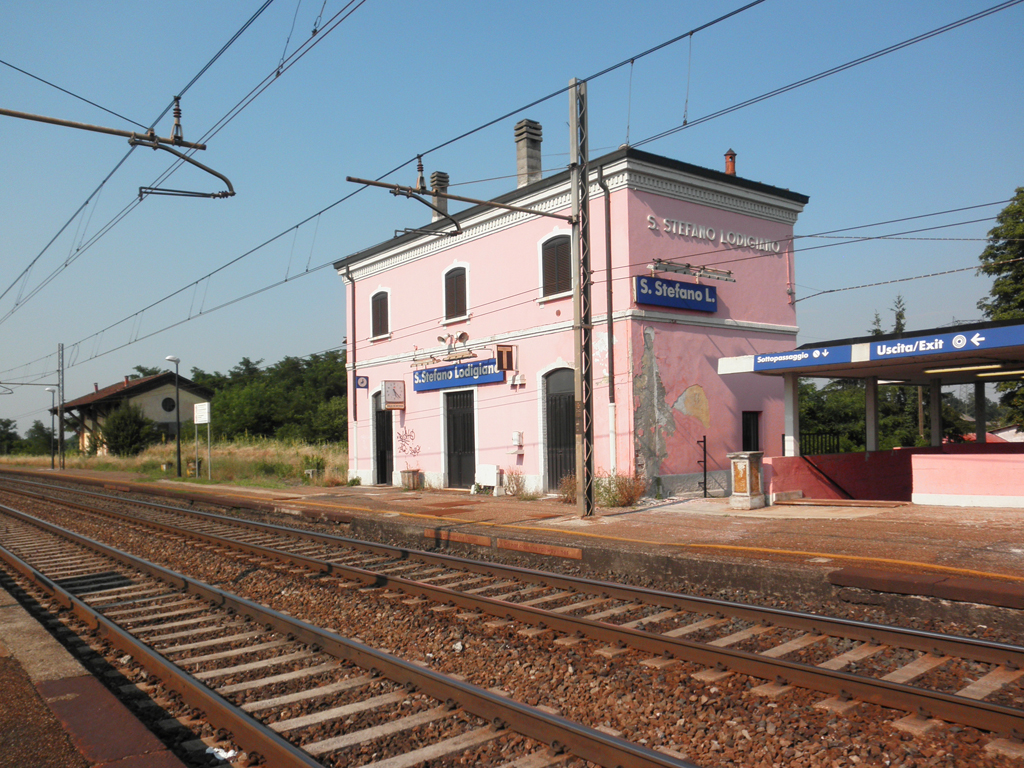
Il piazzale binari

La stazione entrò in funzione nel 1861, quando fu aperto all'esercizio il tronco ferroviario da Milano a Piacenza.
Posta nei pressi del piccolo centro abitato di Santo Stefano, ne seguì le variazioni toponomastiche, divenendo prima "Santo Stefano al Corno" e quindi "Santo Stefano Lodigiano".
La linea, costruita a semplice binario, fu raddoppiata alla fine del XIX secolo, lasciando tuttavia il ponte sul Po a binario unico, fino al 1931 quando anch'esso fu raddoppiato, Santo Stefano divenne quindi punto di passaggio tra il tratto a binario singolo e il tratto a binario doppio.
Attiva inizialmente come stazione, è stata poi declassata a fermata nei primi anni '80.
Nel 2012 si sono svolti una serie di lavori di restauro che hanno anche dotato la stazione di un impianto di videosorveglianza.

## Strutture e impianti
La fermata conta 2 binari, uno per ogni senso di marcia, serviti da 2 banchine laterali collegate da un sottopassaggio.
Il fabbricato viaggiatori, risalente all'epoca di apertura della linea, è un piccolo edificio a due piani contenente una sala d'aspetto.
In passato, era presente un piccolo scalo merci, fornito di un magazzino merci ancora esistente.

## Movimento
La stazione è servita da treni regionali Trenord in servizio sulla tratta Milano-Piacenza, cadenzati a frequenza oraria.

## Servizi
La stazione è classificata da RFI nella categoria "Bronze" e offre i seguenti servizi:
- Biglietteria automatica
- Sala d'attesa